# Eugenia mansoi
Eugenia mansoi är en myrtenväxtart som beskrevs av Otto Karl Berg. Eugenia mansoi ingår i släktet Eugenia och familjen myrtenväxter. Inga underarter finns listade i Catalogue of Life.